# Восточно-Сахалинские горы
Не следует путать с Восточным хребтом на полуострове Шмидта.
Восточно-Сахалинские горы (Восточный хребет) — система кулисообразных среднегорных хребтов в восточной части острова Сахалин. Длина 280 км, максимальная высота 1609 м (гора Лопатина).
Горы характеризуются высокой степенью расчленённости продольными и поперечными долинами, сложены в основном метаморфическими породами, наблюдается сейсмичность.
Склоны гор покрыты горной елово-пихтовой тайгой, криволесьем каменной берёзы, зарослями кедрового стланика. Местами горная тундра. На береговых террасах на смену тайге приходят стланики и океанические луга.